# Bonomo (nome)
Bonomo  è un nome proprio di persona italiano maschile.

## Varianti
- Maschili: Bonuomo[2], Buonuomo

## Origine e diffusione
Nome tipicamente medievale, di chiaro significato, esprimeva l'augurio che il bambino così battezzato diventasse un "buon uomo"; rientra così in quella schiera di nomi augurali di cui fanno parte anche Bono, Omobono, Buonadonna e Bonfiglio.

## Onomastico
Nessun santo ha mai portato questo nome, che quindi è adespota; l'onomastico ricorre quindi il 1º novembre, festa di Ognissanti.